# Pario
Pario (in greco Πάριον, Pàrion), era una polis della Misia situata nei pressi dell'Ellesponto, nei pressi di Lampsaco; corrisponde all'attuale località turca di Kemer.

## Storia
Fondata da coloni greci di Eretria e di Paro, Pario fece parte della Lega delio-attica. Cornelio Nepote narra nelle sue Chronica che Milziade attaccò con una flotta di settanta navi la città per punirla di avere sostenuto in guerra i Persiani. Quando ormai i Parii erano sul punto di arrendersi per la mancanza di rifornimenti, un bosco sacro che si poteva notare dall'isola prese fuoco nella notte e Milziade, temendo che fosse la flotta dei Persiani, abbandonò le fortificazioni e fuggì ad Atene. Dopo la morte di Alessandro Magno (323 a.C.) cadde sotto il dominio di Lisimaco e in seguito sotto la dinastia degli Attalidi. Dopo che Attalo III, l'ultimo re di Pergamo, nel 133 a.C. lasciò in eredità il suo regno a Roma, nel 129 a.C. la regione entrò a far parte della provincia romana dell'Asia. Allorché questa provincia fu smembrata, nel IV secolo, Pario entrò a far parte della provincia dell'Ellesponto.
La città era famosa per il suo santuario di Eros in cui era ospitata una statua di Prassitele rappresentante il dio alato. La città possedeva anche un oracolo di Apollo trasportato dalla città vicina di Adrastea dove era stato eretto dall'architetto Ermocreonte in epoca ellenistica: era un altare notevole sia per le sue dimensioni (era lungo uno stadio), che per la sua bellezza.
La Vita di Sant'Onesiforo attesta l'esistenza di una comunità cristiana a Pario prima dell'anno 180. Da ricordare anche san Menigno di Pario, martire sotto l'imperatore Decio (250 ca.).
La città fu diocesi suffraganea di Cizico prima di diventare, nel VII secolo, diocesi autocefala; sotto Andronico II Paleologo divenne arcidiocesi metropolitana, ma pochi anni dopo, nel 1354, fu soppressa.

## Personalità nate a Pario
- Neottolemo di Pario, filosofo peripatetico di IV-III secolo a.C.
- Peregrino Proteo, filosofo cinico del II secolo ricordato per il suo spettacolare suicidio